# Umbrella Brothers
Umbrella Brothers ist das Gemeinschaftspseudonym von Martin Stottmeister (geboren 1971) und Peter Johannesberg, unter dem sie seit 2009 Science-Fiction veröffentlichen, wobei laut ihrer Webseite Martin Stottmeister der eigentliche Autor ist und Peter Johannesberg den kreativen Prozess kritisch begleitet. Gegründet wurde die Gruppe, zu der später auch Oliver Bethke stieß, schon 1985, mit dem Ziel, gemeinsam Comics zu machen, was allerdings erfolglos blieb. Als dann der erste Band der Weltenerbe-Trilogie erscheinen sollte, wurde Gruppenname und Logo wiederbelebt.

## Bibliografie
Weltenerbe (Romanserie)
- 1 Das Geheimnis der Zylinder. Acabus, Hamburg 2009, ISBN 978-3-941404-88-5.
- 2 Von Gestern nach Heute. Acabus, Hamburg 2011, ISBN 978-3-941404-82-3.
- 3 Die letzte Katastrophe. Acabus, Hamburg 2014, ISBN 978-3-941404-88-5.

Das verlorene Volk (Romanserie)
- 1 Exil. CreateSpace, 2022, ISBN 979-8-7912-6775-7.
- 2 Die Suche. CreateSpace, 2023.
- 3 Transformation. CreateSpace, 2023.

Einzelromane
- Mr. Hunt und das Einhorn. E-Book. Amazon, 2012.
- Der Mechaniker. SF-Thriller. CreateSpace, 2016, ISBN 978-1-5348-0679-5.
- Unternehmen Sagittarius. E-Book. Amazon, 2019, ISBN 978-1-79084-812-6.
- BETA. E-Book. Amazon, 2020, ISBN 979-8-63491-472-5.
- PIORA. Amazon, 2025, ISBN 979-8-34591-912-5.